# Товстолобик білий
Товстолобик білий (Hypophthalmichthys molitrix) — вид прісноводних риб з роду Товстолобик, родини Xenocyprididae.

## Опис
Поширений переважно у басейні річки Амур та останнім часом розповсюдився по великих річках Європи та Малої Азії. Через пристрасть до поїдання водоростей в великих кількостях, товстолобика називають «річковою коровою». Завдяки цій же якості товстолобиком штучно зариблюють озера та ставки для їх очищення від зайвої зелені. З них популяція виду поширилась і на територію Дніпра та його водосховищ.
Довжина дорослого товстолобика досягає 1 метра, а маса — переважно не більше 40 кг. Статева зрілість товстолобиків настає у віці 3-4 років. Харчуються переважно дрібними водоростями на мілководді. На період зими впадають у сплячку в «зимувальних ямах».
Важливий харчовий продукт у харчовій промисловості для виготовлення рибних консервів економ-класу. Природної популяції товстолобиків в Україні немає. Проте останнім часом товстолобиків виловлювали у Дніпровському, Кам'янському, Канівському, Каховському, Київському, Кременчуцькому водосховищах із масою до 60-ти кілограм, що є неприродним для цього виду[джерело?].

## Розмноження
Статева зрілість товстолобиків настає у віці 3-4 років. Нереститься після досягнення температури води 18-20°C, що збігається з різким підняттям води в річці - в травні-червні. Ікру викидає на течії в місцях з вирами. Ікра пелагічна, у воді набухає та збільшується в розмірах і розвивається, пливучи вниз за течією. При попаданні в стоячу воду ікра тоне і гине. Необхідно 100 і більше км русла річки з течією для розвитку ікри. Плодючість висока - у великих рибин масою понад 20 кг - до 3 мільйонів, у ставкових риб масою до 8 кг - до 1 мільйона ікринок.

## Спосіб життя

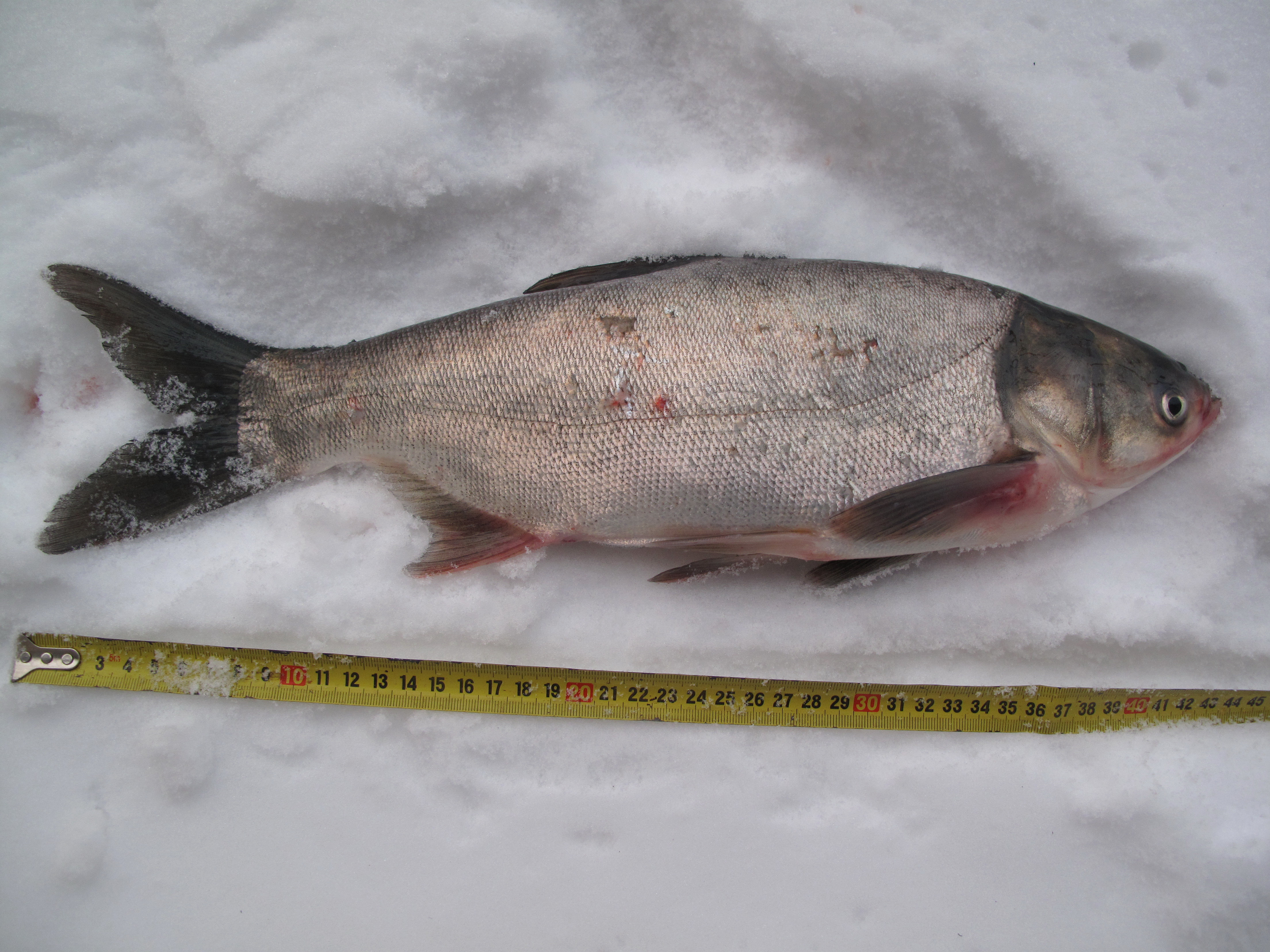

Товстолобик належить до зграєвих прісноводних риб. Ця риба є прекрасним меліоратором водойм. За допомогою свого ротового апарату білий товстолобик профільтровує зацвілу, зелену і каламутну від детриту воду. У природі на період зими впадає у сплячку у заглибинах нешвидких річок.
Харчуються переважно дрібними водоростями на мілководді. Перші дні після переходу на активне живлення він споживає зоопланктон, але після досягнення 16 мм починає також харчуватися фітопланктоном. Незабаром фітопланктон — дрібний, малокалорійний, але наявний у великій кількості корм — стає єдиним джерелом їжі для товстолобика. Товстолобик володіє рядом морфологічних пристосувань для живлення фітопланктоном. Навесні основною їжею товстолобиків є детрит, влітку, в період цвітіння, — фітопланктон. Інтенсивність харчування зростає при переході на водоростеве харчування.
Присутність товстолобика у водоймі часто дуже легко виявити. У сонячну погоду товстолобики плавають у верхньому шарі води і їх добре видно. При різких голосних звуках — сильних сплесках, гуркоті мотора, пострілах — товстолобики разом високо вистрибують з води. Товстолобики таким чином можуть застрибнути в моторний човен.

## Ловля товстолобика
В США товстолобика 
ловлять виключно сітками. В Україні аматорський лов сітками заборонений, а у звичайні способи товстолобик майже ніколи не ловиться. Через це, для товстолобика був придуманий спосіб ловлі на «паличку товстолобика», особливу снасть без наживки, але з пахучою розчинною пресованою прикормкою, так званим технопланктоном. Товстолобик підпливає до прикормки та починає активно вбирати в себе та фільтрувати через зябра воду з розчиненою прикормкою, разом з якою засмоктує й гачок. Ця снасть вважається дуже ефективною.